# Penisola di Capo Verde

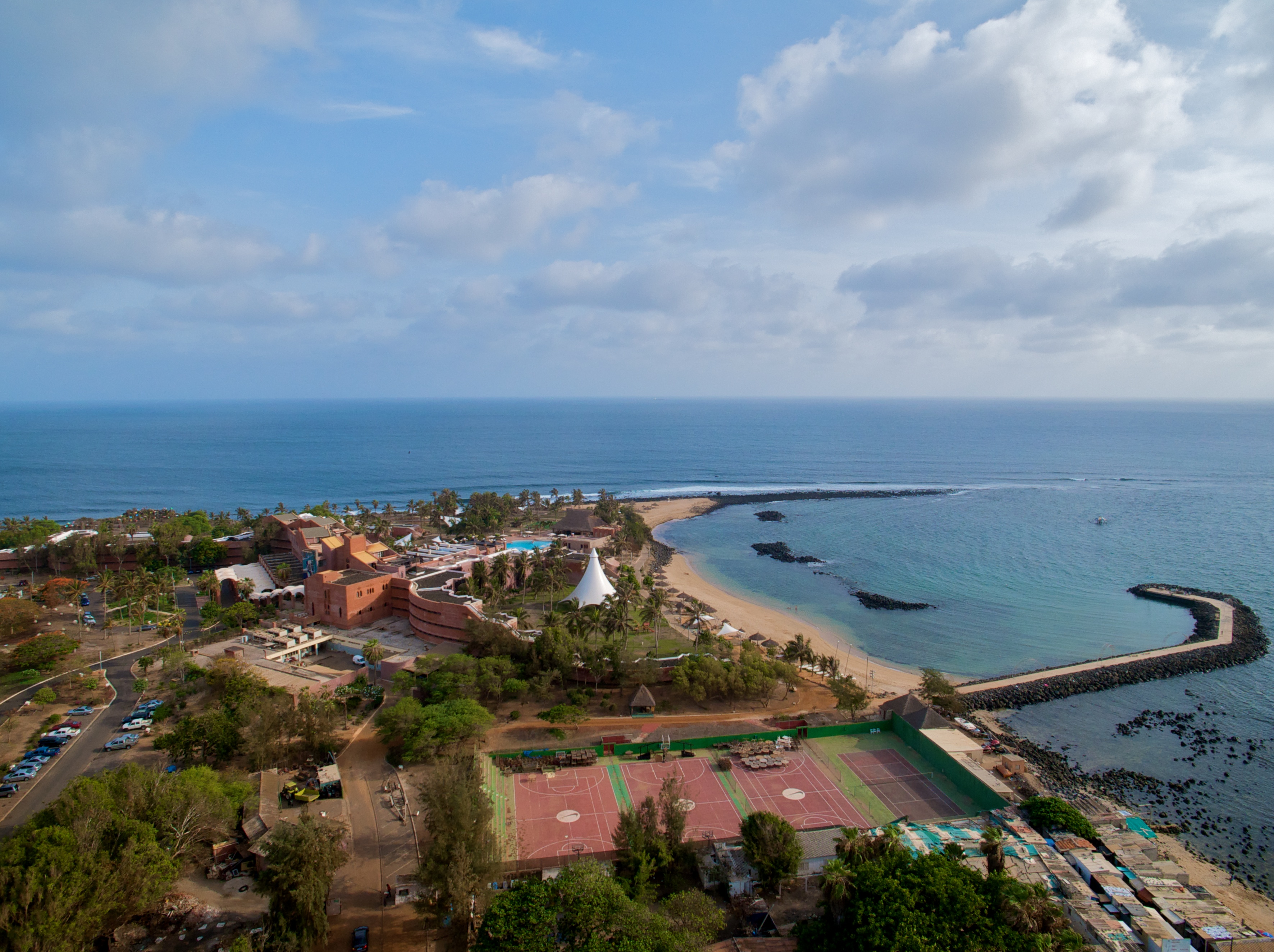
La Pointe des Almadies, estremità occidentale del continente africano.

La penisola di Capo Verde (in francese Presqu'île du Cap-Vert) è una penisola posta lungo la costa atlantica dell'Africa occidentale, punto più ad ovest dell'intero continente. Si trova nel Senegal. 

## Etimologia
Il nome al capo (Cabo Verde) venne dato nel 1444 dal navigatore portoghese Dinis Dias, per la vegetazione lussureggiante in confronto con l'aridità del territorio circostante.
Nel 1455 venne raggiunto dal navigatore veneziano al servizio dei portoghesi Alvise Cadamosto, che l'anno dopo passò di nuovo presso il promontorio e poi scoprì le isole di Capo Verde.

## Geografia
La penisola si protende nell'Oceano Atlantico intorno alla latitudine di 14° N, lungo la costa senegalese, che viene divisa dalla penisola nella Grande Côte e nella Petite Côte, rispettivamente a nord e a sud della penisola. Il suo promontorio più occidentale, la Pointe des Almadies, situato alla longitudine di 17° 31' 48" ovest, costituisce il punto più occidentale del continente africano.
La penisola di Capo Verde è pressoché interamente occupata dall'area urbana della città di Dakar, capitale del Senegal, e dai suoi sobborghi. Gli originali abitatori della penisola erano pescatori di etnia lebou.
Presso il promontorio si trovano l'isola di Gorée e le Îles de la Madeleine.